# Fakhruddin Ali Ahmed
Fakhruddin Ali Ahmed (13. maj 1905 – 11. februar 1977) var en indisk politiker, der var Indiens præsident fra 1974 til 1977. Han var medlem af Det Indiske Kongresparti. Ahmed var den anden indiske præsident, der døde i embedet.